# Den Æreløse
Den Æreløse er en dansk stumfilm fra 1919, der er instrueret af Holger-Madsen.

## Handling
Denne artikel mangler et handlingsreferat. Hjælp os med at skrive det.

## Medvirkende
- Valdemar Psilander - Robert Müller, en ung kontormand
- Ebba Thomsen - Käthe, Roberts hustru
- Marie Dinesen - Roberts mor
- Frederik Jacobsen - Levy Cohn, vekselmægler
- Hugo Bruun - Bernhard Cohn, Levys søn
- Robert Schmidt - Schmidt, agent
- Peter Nielsen - Direktør Phillipthal
- Axel Boesen